# 木崎みつ子
木崎 みつ子（きざき みつこ、1990年 - ）は、日本の小説家。大阪府出身。

## 来歴
大学卒業後、書店員やウェブサイトの記事校正の仕事をしながら小説を書く。
2020年、5年をかけて書き上げた「コンジュジ」で第44回すばる文学賞を受賞しデビュー。同作が第164回芥川龍之介賞候補、第43回野間文芸新人賞候補になる。

## 作品リスト

### 単行本
- 『コンジュジ』（2021年1月 集英社 ISBN 978-4-0877-1742-6 / 2023年2月 集英社文庫 ISBN 978-4-08-744490-2）
  - コンジュジ - 『すばる』2020年11月号

### 単行本未収録作品

#### エッセイ
- 「コンジュジの「コン」のアクセントは、コンタクトと同じです」[5] - 『青春と読書』2021年1月号
- 「暖を取る方法」- 『文學界』2021年3月号
- 「小説の執筆は書くこととトルことと、文字数を気にする作業？」[6] - 『青春と読書』2023年3月号
- 「わたしはこう読んだ——『黄色い家』を巡って」 - 『ダ・ヴィンチ』2023年4月号

#### その他
- 「対談 第44回すばる文学賞 木崎みつ子『コンジュジ』ラストシーンの破格の美しさ。これは二〇二〇年の「ライ麦畑」で「フューリーロード」」（川上未映子との対談）[7] - 『青春と読書』2021年3月号